# Silvius gibsoni
Silvius gibsoni är en tvåvingeart som beskrevs av Philip 1958. Silvius gibsoni ingår i släktet Silvius och familjen bromsar. Inga underarter finns listade i Catalogue of Life.